# Ball State Cardinals football
I Ball State Cardinals sono la squadra di football americano di college che rappresenta la Ball State University. Dal 1967 giocano le partite interne allo Scheumann Stadium a Muncie, in Indiana. Dal 2016 l'allenatore è Mike Neu. I Cardinals militano nella West division della Mid-American Conference della Divisione I della Football Bowl Subdivision (FBS) della NCAA.

## Giocatori selezionati nel Draft NFL
Nel seguito la lista dei giocatori dei Cardinals selezionati nel draft NFL
| Giocatori selezionati nel Draft NFL |                              |                              |                              |                              |           |       |
| Draft                               | Giro                         | Scelta                       | Scelta assoluta              | Giocatore                    | Squadra   | Ruolo |
| 2020                                | 5                            | 3                            | 149                          | Danny Pinter                 | Colts     | G     |
| 2014                                | 5                            | 26                           | 166                          | Jonathan Newsome             | Colts     | DE    |
| 2014                                | 6                            | 18                           | 194                          | Keith Wenning                | Ravens    | QB    |
| 2009                                | 3                            | 11                           | 75                           | Robert Brewster              | Cowboys   | T     |
| 2009                                | 5                            | 35                           | 171                          | Nate Davis                   | 49ers     | QB    |
| 2005                                | 6                            | 18                           | 192                          | Dante Ridgeway               | Rams      | WR    |
| 2005                                | 6                            | 34                           | 208                          | Justin Beriault              | Cowboys   | DB    |
| 2005                                | 6                            | 36                           | 210                          | Reggie Hodges                | Rams      | P     |
| 1997                                | 3                            | 35                           | 95                           | Brad Maynard                 | Giants    | P     |
| 1997                                | 4                            | 28                           | 124                          | Cory Gilliard                | Broncos   | DB    |
| 1996                                | 7                            | 43                           | 252                          | Keith McKenzie               | Packers   | LB    |
| 1993                                | 8                            | 18                           | 214                          | Blaine Bishop                | Oilers    | DB    |
| 1981                                | 12                           | 8                            | 312                          | Mark O'Connell               | Bengals   | QB    |
| 1980                                | 10                           | 6                            | 255                          | Rush Brown                   | Cardinals | DT    |
| 1979                                | 7                            | 2                            | 167                          | Ken Kremer                   | Chiefs    | DE    |
| 1978                                | 4                            | 2                            | 86                           | Maurice Harvey               | Raiders   | DB    |
| 1976                                | 2                            | 5                            | 33                           | Shafer Suggs                 | Jets      | DB    |
| 1976                                | 9                            | 19                           | 256                          | Art Stringer                 | Oilers    | LB    |
| 1975                                | 16                           | 1                            | 391                          | Jim Mickles                  | Giants    | TE    |
| 1974                                | 5                            | 17                           | 121                          | Terry Schmidt                | Saints    | DB    |
| 1971                                | 13                           | 2                            | 314                          | Don Burchfield               | Saints    | TE    |
| 1969                                | 6                            | 19                           | 149                          | Amos Van Pelt                | Cardinals | RB    |
| 1968                                | 7                            | 17                           | 182                          | Oscar Lubke                  | Jets      | T     |
| 1968                                | 16                           | 3                            | 411                          | Elie Ghattas                 | Saints    | G     |
| 1966                                | 9                            | 4                            | 129                          | Jim Todd                     | Eagles    | RB    |
| 1965                                | 19                           | 5                            | 257                          | Marv Rettenmund              | Cowboys   | RB    |
| 1959                                | 27                           | 1                            | 313                          | Timmy Brown                  | Packers   | RB    |
| 1955                                | 25                           | 6                            | 295                          | Ralph Cook                   | Rams      | T     |
| 1950                                | 16                           | 12                           | 208                          | Art King                     | Browns    | G     |
| Totale giocatori selezionati        | Totale giocatori selezionati | Totale giocatori selezionati | Totale giocatori selezionati | Totale giocatori selezionati | 29        | 29    |